# 佐護彰
佐護 彰（さご あきら、1942年（昭和17年）6月17日 - ）は、日本の政治家。元愛知県日進市長（3期）。

## 来歴
満洲国奉天市（現：瀋陽市）生まれ。祖父は長崎県の村長を務めた。終戦後、同県に引き揚げる。仕事の関係などで引っ越しは20回を数えた。趣味の油絵では二科展に4回入選した。30歳から武蔵野美術短期大学で学んだ。1960年代後半に日進町（現・日進市）に落ち着く。
日本電信電話公社（現・NTT）に就職し、労組活動に従事。
1983年（昭和58年）4月の日進町議会議員選挙に日本社会党に推されて立候補し初当選した。1991年（平成3年）に3期目の当選。1994年（平成6年）10月1日、日進町は市制施行し日進市となる。幅広い市民との付き合いの中で1996年（平成8年）に日本社会党を離党。1995年（平成7年）に4期目の当選。情報公開条例の制定（1999年3月25日成立）などに心血を注いだ。
1999年（平成11年）3月10日、市議会本会議の一般質問で日進市長選挙への出馬を表明、同年4月の市議選は市民グループ出身の女性が1位、2位を独占し注目を浴びる。佐護は、市議選で1位当選した白井えり子を事務局長にすえ「政党の推薦支持お断り」を掲げて立候補し、自民党・自由党・公明党と連合愛知の推薦を受けた現職の山田一麿ら2候補を破り初当選を果たした。26人いる市議のうち佐護を支援したのは白井えり子と市議選2位当選の女性、そして独自に支持表明した共産党の3議員の5人のみで、残りはすべて現職側についた。投開票が行われた7月4日夜、山田の選挙事務所では「当選祝賀会」の張り紙が用意され、控え室には代議士や近隣市町の首長がならび、誰しも現職の勝利を疑わなかったが、佐護が僅か821票差で山田を下した。
※当日有権者数：人 最終投票率：%（前回比：pts）
| 候補者名 | 年齢 | 所属党派 | 新旧別 | 得票数   | 得票率 | 推薦・支持                               |
| -------- | ---- | -------- | ------ | -------- | ------ | ---------------------------------------- |
| 佐護彰   | 57   | 無所属   | 新     | 11,829票 | 49.46% |                                          |
| 山田一麿 | 64   | 無所属   | 現     | 11,008票 | 46.03% | （推薦）自民党・自由党・公明党・連合愛知 |
| 北村三郎 | 65   | 無所属   | 新     | 1,078票  | 4.51%  |                                          |

2003年（平成15年）、元市職員の萩野幸三、元市議の福岡術夫（自民党推薦）らを破り再選。2007年（平成19年）の市長選は出馬せず引退。
2期8年の任期中は保守系議員らとの対立構図が続いたが、自治基本条例、環境基本条例の制定、行政とNPOの協働を推進するための「ルールブック」発行など、市民参加を軸に置いたまちづくりに取り組んだ。また、ひげがトレードマークだった。
元小金井市長の佐藤和雄が事務局長を務める「脱原発をめざす首長会議」の会員である。